# 유레카 효과

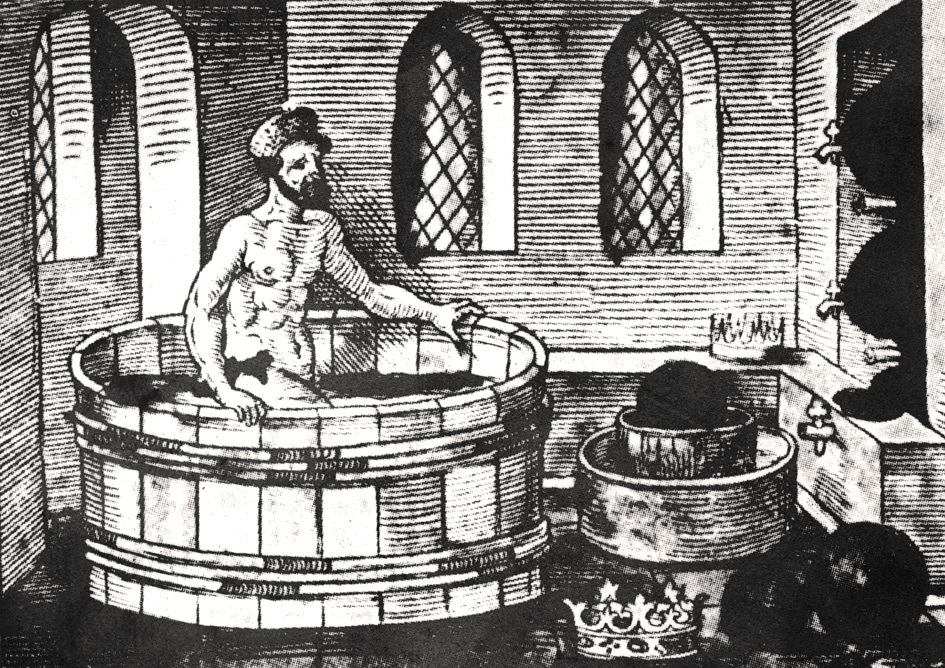
16세기의 목판화에 나타난 아르키메데스의 유레카 순간

유레카 효과(영어: Eureka effect) 또는 아하! 효과(Aha experience)는 일반적인 사람이 예전에 이해할 수 없던 문제나 개념을 갑자기 이해하게 되는 경험을 뜻한다. 몇몇 연구에서는 아하! 효과(통찰력 또는 직관이라고도 함)를 기억력의 개선으로 묘사하기도 하지만, 정확하게 뇌의 어느 부위에서 발생하는지에 대해서는 상반된 결과가 존재하며 어떤 환경에서 사람이 아하! 순간을 예상할 수 있는지는 예측하기 어렵다.
통찰력은 예전에는 풀지 못하던 수수께끼가 갑자기 분명하고 명백해질 때의 문제 해결 과정을 나타내기 위한 심리학적 용어이다. 종종 이러한 몰이해에서 순간적인 이해로의 전이는 기쁨이나 만족에 의한 감탄, 즉 '아하! 순간'을 수반한다. 통찰력을 사용하여 문제를 푸는 사람은 정확하고 분명하게 구분되는, 전체 혹은 무·유형의 답변을 줄 수 있는 데 비해 통찰력 과정을 사용하지 않는 개인들은 부분적이거나 불완전한 답변을 내놓을 가능성이 높다.
아하! 순간에 대한 최근의 이론적인 설명은 이 경험의 네 가지 분명한 특성들로 시작한다. 첫째, 아하! 순간은 갑자기 나타난다. 둘째, 문제에 대한 해법이 매끄럽게 혹은 유창하게 처리된다. 셋째, 아하! 순간은 긍정적인 영향을 이끌어낸다. 넷째, 아하! 순간을 경험하는 사람은 그 해법이 참이라고 확신한다. 이러한 네 가지 특성은 개별적인 것이라기보다는 통합적인 것이라고 볼 수 있는데 놀랍게 일어나는 처리의 유창함은 (예를 들자면, 갑자기 일어나기 때문에 놀라게 됨) 긍정적인 영향을 줌과 동시에 참이라고 판단하게 되기 때문이다.
통찰력(Insight)은 두 가지 단계의 과정으로 개념화할 수 있다. 아하! 경험의 첫번째 단계는 먼저 문제 해결자가 막다른 골목에 다다를 것을 요구한다. 문제 해결자는 꽉 막혀서 모든 가능성을 탐구한 것 같음에도 해법을 찾거나 만들지 못하고 있는 상태에 있다. 두 번째 단계는 갑작스럽고 예기치 않게 일어난다. 정신적인 강박에서 잠깐 벗어난 후 혹은 문제를 재검토, 평가해본 후에 답이 검출된다. 몇몇 연구는 통찰력 문제가 문제 내용의 부적절한 측면에 대한 우리의 정신적 강박 때문에 해결하기 어려운 것이라고 주장한다. 통찰력 문제를 해결하기 위해서는 반드시 "상자 밖에서 생각"해야만 한다. 이 노력이 사람들로 하여금 아하! 순간을 경험할 수 있도록 더 나은 기억력을 갖게 해주는 정성들인 노력일 수 있다. 통찰력은 정신적인 강박에서 벗어난 전환을 통해 발생한다고 믿어진다. 이 전환이 해법이 속속들이 분명하게 나타나게 해준다고 믿어진다.

## 대중 심리학 중에서

### 오프라 윈프리
대중 문화는 자신만의 아하! 효과에 대한 관점을 가진다. 둘 다 사람의 정신 상태를 변화시키는 통찰력의 순간으로 정의하지만, 적용 분야는 크게 다르다. 과학자들은 통찰력의 메커니즘과 아하! 순간이 뇌에서 일어나는 방식과 장소에 대해 이해하는 데 초점을 맞추어 왔지만 오프라 윈프리는 이 현상을 대중적이고 잘 인지되는 정신의 상태로 적용하여 왔다. 개인의 경험에서 발생하는 감동적이고 삶의 변화를 이루는 현상들에 초점을 맞춤으로써, 오프라는 아하! 효과를 개인이 자신의 삶을 변화시키거나 진전시키기 위해 필요로 하는 갑작스런 자아 실현의 순간으로 보았다. 오프라는 이러한 아하! 순간을 월간 잡지, O:The Oprah Magazine"에 포함시켰고 텔레비전 쇼, 오프라 윈프리에서 이러한 통찰력의 순간들을 종종 연결시켜 보여줬다.

## 추가 참조
- Apprehension (understanding)
- Rubber duck debugging

## 같이 보기
- 고무 오리 디버깅

1. ↑  Auble, P., Franks, J., Soraci, S. (1979) "Effort toward comprehension: Elaboration or Aha!
2. ↑  Kounios, Fleck, Green, Payne, Stevenson, Bowden, & Jung-Beeman (2008) The Origins of Insight in Resting-State Brain Activity.
3. ↑  Topolinski, S., & Reber, R. (2010).
4. ↑  Wray, H. (2011, January).
5. ↑  Qui & Zhang (2008) "Aha!
6. ↑  Mai, Luo, J., Wu & Lo, Y. (2004) "Aha!"
7. ↑  http://www.oprah.com/packages/aha-moments.html